# Bara (commune de Svedala)
Pour les articles homonymes, voir Bara.
Bara est une localité de Suède dans la commune de Svedala en Scanie.

## Démographie
Sa population était de 4 310 habitants en 2020.